# Life of Pi: Schiffbruch mit Tiger
Life of Pi: Schiffbruch mit Tiger (Originaltitel Life of Pi) ist ein US-amerikanisches Abenteuer-Drama des Regisseurs und Drehbuchautors Ang Lee aus dem Jahr 2012. Er basiert auf dem Roman Schiffbruch mit Tiger von Yann Martel aus dem Jahr 2001.

## Handlung
Ein Buchautor besucht den aus Indien stammenden Piscine Molitor Patel in Montreal, um dessen außergewöhnliche Lebensgeschichte zu hören, die er später als Biografie veröffentlichen möchte.
Piscine wächst im südindischen Pondicherry, einer ehemaligen französischen Kolonie, als Sohn eines Zoodirektors auf. Sein Vater benannte ihn nach dem Pariser Schwimmbad Piscine Molitor. Als er von seinen Mitschülern gehänselt und sein Name als Pisser verballhornt wird, gibt er sich selbst den Spitznamen Pi, wie die Kreiszahl, und lernt mehrere Hundert ihrer Nachkommastellen auswendig. Pi ist fasziniert von Religion und probiert alles aus, was sich ihm präsentiert. So ist er bald zugleich Hindu, Christ und Muslim, jeder Religion gewinnt er neue spirituelle Seiten ab, auch wenn sein atheistischer Vater ihn auffordert, sich zumindest für einen Glauben zu entscheiden. Im Zoo hat es ihm besonders ein bengalischer Tiger namens Richard Parker angetan. Als er ihn eines Tages von Hand füttern will, zwingt ihn sein Vater mitanzusehen, wie der Tiger eine als Futter vorgesetzte lebende Ziege reißt, um Pi die Gefährlichkeit des Raubtiers vor Augen zu führen.
Einige Jahre später bringt der Zoo nicht mehr genug Geld ein, und Pis Vater beschließt, mit der Familie und sämtlichen Tieren auszuwandern. Sein Plan ist es, die Tiere in Übersee zu verkaufen und mit seiner Frau und den beiden Söhnen in Kanada ein neues Leben aufzubauen. Pi, frisch verliebt in ein Mädchen, geht nur widerwillig an Bord des Frachters, der die Familie transportieren soll. Zunächst geht die Schiffsreise gut. Als aber eines Nachts ein heftiger Sturm tobt und Pi auf Deck geht, fordert er übermütig die himmlischen Mächte heraus: Der Sturm wird nun noch gewaltiger und der Frachter sinkt. Pi ist schließlich der einzige menschliche Überlebende auf einem Rettungsboot. Mit ihm können sich zunächst nur zwei der Zootiere retten, ein verletztes Zebra sowie eine Hyäne. Später stößt ein Orang-Utan-Weibchen dazu, das sein Kind verloren hat.
Die Hyäne tötet zunächst das Zebra und dann den Orang-Utan, nur um danach selbst vom Tiger Richard Parker getötet zu werden, der überraschend unter der Plane des Bootes hervorbricht. Pi und der Tiger sind somit die einzigen Überlebenden auf dem Boot. Um sich vor dem Tiger in Sicherheit zu bringen, baut Pi ein Floß aus Rettungswesten und Rudern, das er mit einer Leine am Rettungsboot befestigt. Nach einiger Zeit aber sieht er ein, dass auch das ihn nicht dauerhaft vor dem Raubtier schützen würde, und er beginnt, den mittlerweile sehr hungrigen und sichtlich abgemagerten Tiger zu dressieren und mit ihm die Nahrung zu teilen, die aus dem Vorrat an Schiffszwieback, gefangenen Fischen und Regenwasser besteht. Schließlich „teilen“ sie sich das Boot und driften weiter über den Ozean. Zwischendurch bieten sich ergreifende, phantastische Naturschauspiele, aber Rettung ist auch nach Monaten nicht in Sicht.
Irgendwann erreichen Pi und der Tiger eine sonderbare schwimmende Insel. Statt menschlicher Hilfe finden beide nur eine riesige Erdmännchen-Kolonie und eine reiche, nahrhafte Vegetation vor, die sich nachts jedoch in eine lebensfeindliche, fleischfressende Umwelt verwandelt. Nach einem stärkenden Zwischenstopp und der Auffrischung ihrer Vorräte besteigen sie wieder das Boot und verlassen diese todbringende Idylle. Wiederum viel später landen sie an einer Küste, diesmal in der von Menschen bewohnten Welt, in Mexiko. Pi bricht kraftlos am Strand zusammen, während Richard Parker im Dschungel verschwindet, ohne sich noch einmal nach Pi umzusehen. Dies bricht Pi fast das Herz. Er wird von einigen Männern gefunden und in ein Krankenhaus gebracht.
Hier endet die Geschichte, die Piscine dem Buchautor erzählt. Dieser ist ungläubig und hakt nach. Er erfährt, dass es noch eine andere Version der Ereignisse gibt. Pi berichtet, dass er damals im Krankenhaus von zwei japanischen Versicherungsinspektoren besucht wurde, die im Auftrag der Reederei nach den Ursachen für den Untergang des Frachters forschten. Als er ihnen die Geschichte von sich und dem Tiger erzählte, zeigten sie sich enttäuscht und wollten ihrem Auftraggeber diese unglaubwürdige, phantastische Version nicht bieten. Daher erzählte er ihnen eine alternative Version: Er sei mit einem schwer verletzten Matrosen und dem unfreundlichen französischen Schiffskoch im Rettungsboot gelandet, bald kam auch seine Mutter dazu. Der grobe Koch amputierte dem Matrosen dessen gebrochenes Bein, trotzdem sei dieser gestorben. Der Koch habe nun das Fleisch des Verstorbenen als Köder zum Angeln genutzt und auch selbst verspeist. Als Pi und seine Mutter, angeekelt und aus Furcht vor dem Grobian, nach einer Weile auf ein Behelfsfloß umziehen wollten, habe der Koch die Mutter umgebracht, die sich schützend vor ihren Sohn gestellt hatte, und sie anschließend zu den Haien ins Meer geworfen. Pi habe daraufhin den Koch getötet und blieb dann allein auf dem Boot, ganze 227 Tage lang.
Der Buchautor erkennt, dass die Tiere in der ersten Geschichte lediglich Symbole waren: Die Hyäne stand für den Koch, das Zebra für den verletzten Matrosen, das Orang-Utan-Weibchen für Piscines Mutter und der Tiger für ihn selbst und seinen Überlebenswillen. Als Piscine den Buchautor fragt, welche Geschichte ihm besser gefallen habe, die realistische oder die phantastische, entscheidet der sich für die mit dem Tiger, da es „die bessere Geschichte“ sei. Darauf antwortet Pi: „Und genau so ist es auch mit Gott“. Er überlässt dem Autor die Entscheidung, der Geschichte ein Happy End zu geben. Beim Blick in den Versicherungsbericht liest der Buchautor, dass die japanischen Inspektoren sich damals ebenfalls entschieden haben, die phantastische Version mit dem Tiger weiterzuberichten.
Am Ende stellt Piscine dem Buchautor seine Frau und seine Kinder vor.

## Hintergrund

### Abweichungen vom Roman
Im Buch trifft Pi auf ein anderes Rettungsboot mit einem französischen Schiffbrüchigen. Im Film kommt diese Begebenheit nicht vor. Im Film wird auch nicht dargestellt, dass Pi für eine bestimmte Zeit blind war.
Im Buch hingegen gibt es keine Nachtszene mit tausenden lumineszierenden Quallen. Der in diesem Lichtermeer aus dem Wasser springende Wal ist ebenso nur im Film vorhanden; im Buch trifft Pi zwar auf mehrere Wale, wovon er jedoch nur die erste Begegnung näher beschreibt: Ein Wal weckt Pi mit dem Wasser seiner Fontäne aus einem Zustand des Deliriums. Der Wal verharrt mit seinem Auge direkt beim Boot, sodass Pi kurz hineinsehen kann, bevor der Wal wieder davonschwimmt. Im Film berührt der Junge den hungrigen Tiger, als dieser dem Tode nah ist, und legt den Kopf des Tieres auf seinen Schoß. Im Roman gibt es keine zärtliche Berührung der beiden.
Im Film wird Pi und seinem Bruder eine Lektion erteilt, bei der eine Ziege an Richard Parker verfüttert wird. Im Buch geschieht dies anhand eines anderen Tigers.

### Produktion
Zuerst sollte Jean-Jacques Annaud, Regisseur von Der Name der Rose und Sieben Jahre in Tibet, den Film drehen. Doch er lehnte ab, um Der letzte Wolf drehen zu können. Der Film wurde in Kenting, Montreal, Munnar, Pondicherry und im taiwanischen Taichung von den Studios Rhythm & Hues sowie Fox 2000 Pictures gedreht. Vermarktet wird Life of Pi: Schiffbruch mit Tiger von 20th Century Fox. Das Budget wird auf 120 Millionen US-Dollar geschätzt.
Für die Hauptperson Pi Patel nahmen 5000 Jugendliche in Indien am Auswahlverfahren teil. In Taiwan wurde der große Wellentank gebaut. Die Tieraufnahmen sind wegen der Gefahr für den Jungen zum erheblichen Teil animiert, allerdings nicht im Motion-Capture-Verfahren.
Ein Teil des Films wurde mit Hilfe von Computer Generated Imagery digital animiert. Bei einer der Realaufnahmen ertrank der Tiger „King“ beinahe in dem Wassertank, in dem die Aufnahmen auf hoher See gedreht wurden. Der Vorfall kam nur zufällig durch eine E-Mail der zuständigen Mitarbeiterin der Tierschutzorganisation „American Humane Association“ ans Tageslicht. Zahlreiche Medien meldeten sowohl die nicht gemeldete Tierquälerei als auch die versuchte Vertuschung des Vorfalls.

## Synchronisation
Die deutsche Synchronfassung entstand 2012 bei der Film- & Fernseh-Synchron GmbH, München/Berlin, nach Dialogbuch und Dialogregie von Christoph Cierpka.
| Rolle                        | Schauspieler        | Dt. Synchronstimme   |
| ---------------------------- | ------------------- | -------------------- |
| Pi Patel                     | Suraj Sharma        | Patrick Baehr        |
| Erwachsener Pi Patel         | Irrfan Khan         | Ilja Richter         |
| Schriftsteller               | Rafe Spall          | Philipp Moog         |
| Piscine Patel (11/12 Jahre)  | Ayush Tandon        | Nicolas Rathod       |
| Santosh Patel                | Adil Hussain        | Martin Umbach        |
| Gita Patel                   | Tabu                | Sanam Afrashteh      |
| Ravi Patel (13/14 Jahre)     | Mohd Abbas Khaleeli | Dilagshan Thurairasa |
| Ravi Patel (18/19 Jahre)     | Vibish Sivakumar    | Patrick Roche        |
| Schiffskoch                  | Gérard Depardieu    | Joe Haggége          |
| Priester                     | Andrea Di Stefano   | Christian Weygand    |
| Lehrer für Naturwissenschaft | T. M. Karthik       | Imtiaz Haque         |
| Schadensermittler            | James Saito         | Ryosuke Saito        |
| Schadensermittler            | Jun Naitō           | Shingo Kohno         |

## Rezeption

### Zuschauerzahlen
Im Jahr 2013 wurden bundesweit 1.377.920 Besucher an den deutschen Kinokassen gezählt, womit der Film den 20. Platz der meistbesuchten Filme des Jahres belegte.

### Kritiken
Die Kritiken für den Film fielen überwiegend positiv aus:

„Mit ‚Life of Pi: Schiffbruch mit Tiger‘ gelingt Ang Lee ein Meisterstück. Ein visuell beeindruckender, aber vor allem zu Tränen rührender Film, der wirklich das Zeug hat, den Zuschauer an eine gütige höhere Macht glauben zu lassen.“

„Ang Lee ist es mit einem Drehbuch von David Magee tatsächlich gelungen, einen schwer zu verfilmenden Roman zu großem Kino zu machen, das gleichsam überwältigend wie bescheiden wirkt und dabei einem klaren Konzept folgt, dem nicht nur am Spektakel gelegen ist. Dass der Film nebenbei das erstaunlichste 3D präsentiert, das bisher in einem Spielfilm zu sehen war – Goblins und Hobbits hin oder her –, ist nicht mehr als ein (äußerst angenehmer) Nebeneffekt.“

„Als erzählerisch wie visuell beeindruckendes Kinoerlebnis verbindet der Film die fulminante Abenteuergeschichte mit der Frage nach der Existenz Gottes […]. Ein in atemberaubenden Bildern verdichtetes, mitreißendes Drama, in dem die Stereoskopie mitunter in optisches Zierwerk ausartet, überwiegend aber doch bemerkenswert klug genutzt wird.“

Eine der negativen Kritiken stammt von Martin Gobbin von Critic.de, der den Film als Feelgood-Movie mit „ungelenker Rahmenhandlung und völlig überzuckertem Kitsch“ bezeichnete:

„Im Vergleich zu seinen stillen zwischenmenschlichen Dramen geht Lee mit dem bombastischen Life of Pi, dessen Budget von rund 100 Millionen Dollar und den Tausenden Statisten baden. Manchmal, ganz selten, passen die ergänzenden Titel, die deutsche Verleihe ausländischen Produktionen so gerne hinzufügen. In diesem Fall fassen jene drei nachgeschobenen Worte den Film perfekt zusammen: Schiffbruch mit Tiger.“

## Auszeichnungen
| Preis                                          | Kategorie                                  | Gewinner/Nominierte Person                                                        | Ergebnis  |
| ---------------------------------------------- | ------------------------------------------ | --------------------------------------------------------------------------------- | --------- |
| AFI Awards                                     | Film des Jahres                            | Ang Lee, Gil Netter und David Womark                                              | Gewonnen  |
| Annie Awards                                   | Characteranimation in einer Realverfilmung | Orangutan – Erik de Boer, Amanda Dague, Matt Brown, Mary Lynn Machado, Aaron Grey | Nominiert |
| Annie Awards                                   | Characteranimation in einer Realverfilmung | Tiger – Erik de Boer, Matt Shumway, Brian Wells, Vinayak Pawar, Michael Holzl     | Gewonnen  |
| Chicago Film Critics Association               | Beste Kamera                               | Claudio Miranda                                                                   | Nominiert |
| Critics’ Choice Movie Award                    | Bester Film                                |                                                                                   | Nominiert |
| Critics’ Choice Movie Award                    | Beste Regie                                | Ang Lee                                                                           | Nominiert |
| Critics’ Choice Movie Award                    | Bester Jungdarsteller                      | Suraj Sharma                                                                      | Nominiert |
| Critics’ Choice Movie Award                    | Bestes adaptiertes Drehbuch                | David Magee                                                                       | Nominiert |
| Critics’ Choice Movie Award                    | Beste Kamera                               | Claudio Miranda                                                                   | Gewonnen  |
| Critics’ Choice Movie Award                    | Bestes Szenenbild                          | David Gropman (Szenenbildner); Anna Pinnock (Set Decorator)                       | Nominiert |
| Critics’ Choice Movie Award                    | Bester Schnitt                             | Tim Squyres                                                                       | Nominiert |
| Critics’ Choice Movie Award                    | Beste visuelle Effekte                     |                                                                                   | Gewonnen  |
| Critics’ Choice Movie Award                    | Beste Filmmusik                            | Mychael Danna                                                                     | Nominiert |
| Golden Globe Awards 2013                       | Bester Spielfilm – Drama                   |                                                                                   | Nominiert |
| Golden Globe Awards 2013                       | Beste Regie                                | Ang Lee                                                                           | Nominiert |
| Golden Globe Awards 2013                       | Beste Originalmusik                        | Mychael Danna                                                                     | Gewonnen  |
| International 3D Society                       | Harold Lloyd Award                         | Ang Lee                                                                           | Gewonnen  |
| Las Vegas Film Critics Society                 | Bestes Bild                                |                                                                                   | Gewonnen  |
| Las Vegas Film Critics Society                 | Beste Regie                                | Ang Lee                                                                           | Gewonnen  |
| Las Vegas Film Critics Society                 | Beste Kamera                               | Claudio Miranda                                                                   | Gewonnen  |
| Las Vegas Film Critics Society                 | Beste visuelle Effekte                     |                                                                                   | Gewonnen  |
| Las Vegas Film Critics Society                 | Beste Filmmusik                            | Mychael Danna                                                                     | Gewonnen  |
| Las Vegas Film Critics Society                 | Jugend im Film                             | Suraj Sharma                                                                      | Gewonnen  |
| New York Film Critics Online                   | Beste Kamera                               | Claudio Miranda                                                                   | Gewonnen  |
| Oscars                                         | Bester Film                                | Ang Lee, Gil Netter, David Womark                                                 | Nominiert |
| Oscars                                         | Beste Regie                                | Ang Lee                                                                           | Gewonnen  |
| Oscars                                         | Bestes adaptiertes Drehbuch                | David Magee                                                                       | Nominiert |
| Oscars                                         | Beste Kamera                               | Claudio Miranda                                                                   | Gewonnen  |
| Oscars                                         | Bestes Produktionsdesign                   | David Gropman (Szenenbildner); Anna Pinnock (Set Decoration)                      | Nominiert |
| Oscars                                         | Bester Schnitt                             | Tim Squyres                                                                       | Nominiert |
| Oscars                                         | Sound Editing                              | Eugene Gearty, Philip Stockton                                                    | Nominiert |
| Oscars                                         | Sound Mixing                               | Ron Bartlett, Doug Hemphill, Drew Kunin                                           | Nominiert |
| Oscars                                         | Visuelle Effekte                           | Bill Westenhofer, Guillaume Rocheron, Erik-Jan de Boer und Donald R. Elliott      | Gewonnen  |
| Oscars                                         | Beste Filmmusik                            | Mychael Danna                                                                     | Gewonnen  |
| Oscars                                         | Bester Song                                | „Pi’s Lullaby“ Life of Pi, Musik von Mychael Danna; Lyrics von Bombay Jayashri    | Nominiert |
| Phoenix Film Critics Society                   | 10 beste Filme                             |                                                                                   | Gewonnen  |
| Phoenix Film Critics Society                   | Beste Regie                                | Ang Lee                                                                           | Nominiert |
| Phoenix Film Critics Society                   | Bester Realfamilienfilm                    |                                                                                   | Gewonnen  |
| Phoenix Film Critics Society                   | Beste Originalmusik                        | Mychael Danna                                                                     | Nominiert |
| Phoenix Film Critics Society                   | Beste Kamera                               | Claudio Miranda                                                                   | Gewonnen  |
| Phoenix Film Critics Society                   | Bester Filmschnitt                         |                                                                                   | Nominiert |
| Phoenix Film Critics Society                   | Beste visuelle Effekte                     |                                                                                   | Gewonnen  |
| Phoenix Film Critics Society                   | Durchbruch vor der Kamera                  | Suraj Sharma                                                                      | Nominiert |
| Satellite Awards                               | Bestes Bild                                |                                                                                   | Nominiert |
| Satellite Awards                               | Adaptiertes Drehbuch                       | David Magee                                                                       | Gewonnen  |
| Satellite Awards                               | Beste Kamera                               | Claudio Miranda                                                                   | Gewonnen  |
| Satellite Awards                               | Bestes Ton und Schnittmix                  | Drew Kunin, Eugene Gearty, Philip Stockton                                        | Nominiert |
| Satellite Awards                               | Beste visuelle Effekte                     | Will Westenhofer                                                                  | Nominiert |
| St. Louis Film Critics                         | Bester Film                                |                                                                                   | Nominiert |
| St. Louis Film Critics                         | Beste Regie                                | Ang Lee                                                                           | Nominiert |
| St. Louis Film Critics                         | Bestes adaptiertes Drehbuch                | David Magee                                                                       | Nominiert |
| St. Louis Film Critics                         | Beste Kamera                               | Claudio Miranda                                                                   | Nominiert |
| St. Louis Film Critics                         | Beste visuelle Effekte                     |                                                                                   | Gewonnen  |
| Washington D. C. Area Film Critics Association | Bestes adaptiertes Drehbuch                | David Magee                                                                       | Nominiert |
| Washington D. C. Area Film Critics Association | Beste Kamera                               | Claudio Miranda                                                                   | Gewonnen  |
| Tourismusministerium (Indien)                  | National Tourism Award                     | Ang Lee                                                                           | Gewonnen  |
| Academy Jimdo Award                            | Bester Film                                |                                                                                   | Nominiert |
| Academy Jimdo Award                            | Beste Regie                                | Ang Lee                                                                           | Nominiert |
| Academy Jimdo Award                            | Bestes Adaptiertes Drehbuch                | David Magee                                                                       | Nominiert |
| Academy Jimdo Award                            | Beste Kamera                               | Claudio Miranda                                                                   | Gewonnen  |
| Academy Jimdo Award                            | Beste Filmmusik                            |                                                                                   | Nominiert |
| Academy Jimdo Award                            | Beste Visuelle Effekte                     |                                                                                   | Gewonnen  |
| Academy Jimdo Award                            | Bester Filmschnitt                         |                                                                                   | Nominiert |
| Academy Jimdo Award                            | Bester Sound                               |                                                                                   | Nominiert |
| Academy Jimdo Award                            | Bester Soundschnitt                        |                                                                                   | Nominiert |
| Academy Jimdo Award                            | Bestes Produktionsdesign                   |                                                                                   | Nominiert |
| Academy Jimdo Award                            | Bester 3D-Film                             |                                                                                   | Gewonnen  |
| Academy Jimdo Award                            | Bester Abenteuerfilm                       |                                                                                   | Gewonnen  |